# Смисълът на тревожността
Смисълът на тревожността (на английски: The Meaning of Anxiety) е книга написана от Роло Мей. За първи път е публикувана през 1950, а след това през 1977 г. На български език е издадена през 2018 г. от издателство „Изток-Запад“. Книгата е известна с поставянето под въпрос на фундаментални предположения относно душевното здраве и утвърждава, че тревожността всъщност помага в развитието на пълноценната здрава личност. Ревизираното издание дискутира две и половина десетилетия изследвания на тревожността, особено тези на Чарлз Спилбъргър. Други изследователи, които са споменати с техните работи са Ричард Лазарус, Джеймс Аверил, Сиймор Епщайн и други. Мей казва че възгледите му са близки до тези на Х.Д. Кимел, критик на бихевиористите.

## Издания
На български език
- Смисълът на тревожността, Изд. Изток-Запад, 2018 (българският превод е по второто издание)

На английски език
- The Meaning of Anxiety, Rollo май 1950, Martino Fine Books
- The Meaning of Anxiety, Rollo май 1977, W.W. Norton, Второ ревизирано издание